# Folytassa, amikor Önnek megfelel!
Folytassa, amikor Önnek megfelel! vagy Folytassa, ahogy tetszik! vagy Folytassa, ahogy jólesik!, eredeti címe Nagy-Britanniában Carry On at Your Convenience, az Egyesült Királyságon kívül Carry On Round the Bend, 1971-ben bemutatott brit (angol) színes filmvígjáték, az ipari munkások életéről, a szakszervezeti tevékenységről szóló filmek paródiája, a Gerald Thomas által rendezett Folytassa… filmsorozat 22. darabja. A sorozat rendszeres sztárjai közül szerepel Sidney James, Kenneth Williams, Charles Hawtrey, Joan Sims, Joan Sims, Hattie Jacques és Bernard Bresslaw; továbbá Margaret Nolan, Jacki Piper és Patsy Rowlands. Először jelenik meg Kenneth Cope, aki összesen két Folytassa-filmben szerepelt.
A film címe szójáték. Az angol „convenience” szó többféle jelentésére épül. „At Your Convenience” jelentése: „kényelmesen, ahogy tetszik, ahogy megfelel, ahogy jólesik”. A magyar nyelvű címváltozatok ezeket a fordítási lehetőségeket tükrözik. A szó másik jelentése „illemhely”, a cím humoros sugallata: „Folytassa a WC-n ülve”.

## Cselekmény
A „W.C. Boggs” gyárban 1870 óta szaniter kerámia berendezési tárgyakat, vécécsészeket és piszoárokat gyártanak. A csőd szélén egyensúlyoznak, a konzervatív tulajdonos, Mr. W.C. Boggs (Kenneth Williams) puszta hagyománytiszteletből nem akar bidéket gyártani, pedig korszerűbben gondolkodó fia, Lewis (Richard O’Callaghan) erre biztatja. A főkonstruktőr Charlie Coote (Charles Hawtrey) által tervezett WC-csészék kényelmét és strapabírását a titkárnő, Miss Hortence Withering (Patsy Rowlands) próbálja ki, aki reménytelenül szerelmes főnökébe, Mr Boggs-ba. A teát Sid Plummer üzemvezető (Sidney James) csinos lánya, Myrtle (Jacki Piper) szervírozza.
A üzem életét a buzgó szakszervezeti megbízott, Vic Spanner (Kenneth Cope) nehezíti, aki a leglehetetlenebb ürügyekkel újabb és újabb sztrájkokat szervez, és állandó vitában áll a vezetéshez lojális üzemvezetővel, Sid Plummerrel. Myrtle, a csinos büféslány kegyeiért a szakszervezetis Vic és a főnök fia, Lewis egyaránt verseng, ebből konfliktusok is kirobbannak. Myrtle anyja, Sid felesége (Hattie Jacques) egész nap a papagájával csicsereg és enyeleg, főzés és házimunka helyett. Maga Sid az egyik munkásnőt, Chloë-t (Joan Sims) kerülgeti. Chloë férje, Fred Moore, a gyár üzletkötője (Bill Maynard) hasztalanul mérgelődik ezen.
A történet kezdetén Vic és helyettese, Bernie (Bernard Bresslaw) éppen az üzemi teázás szigorítása miatt hirdet sztrájkot. A dolgozók kinevetik és leszavazzák, de a dörzsölt Vic bejelenti, hogy délután a városi focicsapat meccset játszik, erre rögtön megszavazzák sztrájkot és rohannak meccset nézni. Vic anyja, Agatha Spanner (Renee Houston) igazi hárpia, otthon állandóan szidja semmirekellő fiát, aki nem dolgozik, csak a szája jár és semmire se fogja vinni. Agatha egyik albérlője, Charlie Coote főkonstruktőr rajong a szigorú főbérlőnőért, titokban sztrip-pókereznek. Sid Plummer a lóversenyen fogad, felesége papagájának csipogása alapján teszi meg tétjeit és egy kalap pénzt nyer.
A playboy Lewis túl rámenősen nyomul Myrtle-re, jól összevesznek. Lewis elkíséri Fred Moore-t közel-keleti üzleti útjára. Egy arab királytól ezer bidé szállítására kapnak megrendelést (minden feleségnek jusson egy). A hatalmas üzlet láttán W.C. Cobbs beadja a derekát, aláírja a szerződést, de a bank megtagadja az áthidaló kölcsönt a finanszírozáshoz. Sid összes pénzét felteszi a papagáj tippjére, a megnyert ezer fonttal kisegíti az igazgatóságot. Megindul a gyártás, de Vic leállítja a munkát, mert a kombinált víz- és lefolyószelepet nem szerelheti sem a vízcsapszerelő, sem a lefolyó szerelője, mert az sértené a szakszervezeti alapszabályt és növelné a dolgozók kizsákmányolását. A két hete folyó sztrájk padlóra küldi a gyárat, W.C. Cobbs a cég eladásáról dönt. Fia, Lewis sem boldogul a központi szakszervezettel, nincs kivel tárgyalni, az illetékes tisztviselők a riói nyaralásról egyenesen Moszkvába utaztak továbbképzésre.
Az évi rendes buszos csapatépítő kirándulás napján az összes sztrájkoló munkás megjelenik. Az alkalom kiadós ivászatot jelent, ezért most kivételesen a bánatos vezetőség is velük tart. Minden férfi udvarol valamelyik kollegnőnek, Myrtle Vic-kel flörtöl, hogy Lewist bosszantsa. Brightonban a lefoglalt étteremben csak szendvicset kapnak, mert éppen sztrájkol a személyzet. Az öntudatos Vic felháborodva tárgyalni indul a „nyavalyás anarchistákkal”, de a szakácsok kidobják a konyhából. A kapatos társaság bejárja a vurstlit, a szellemvasúton Lewis házassági ajánlatot tesz Myrtle-nek. Az őszinte vonzalom győz, a büféslány a munkáskáder Vic helyett a gyárigazgató sportkocsis fiát választja. A hoppon maradt Vic méltatlankodik, az előkelő college-ban ökölvívásra is kiképzett Lewis még jól meg is veri.
A társaság totál berúgva érkezik vissza. W.C. Cobbs igazgató a boldog Miss Withering ágyában ébred. Fia, Lewis egy szállodai szobából telefonál, hogy megnősült, elvette Myrtle-t. Mr. Coote főkonstruktőrt Agatha megfenyegeti, hogy piás emberhez még egyszer nem megy férjhez. Coote elpanaszolja: bánatában iszik, mert fogja veszteni munkáját, a sztrájk miatt rövidesen csődbe megy a cég. Vic közben sztrájkőrséget szervez, nehogy a dolgozni akaró munkások bejussanak a gyárba. A konfliktus eszkalálódik, de Agathával az élen megjelennek az asszonyok, és kizavarják férjüket a sztrájkőrségből. Az „Állj ki jogaidért” transzparens alatt Agatha Spammer egyszerűen a térdére fekteti Vic-ket és jól elveri a fenekét, mint egy rossz gyereknek. A munkások boldogok, bemennek a gyárba, újraindul a munka. A dühöngő Vic-ket mindenki faképnél hagyja. Magányosan fogadkozik, hogy őt bizony senki sem kényszerítheti munkára. Amikor azonban meglátja az új büfés állásra érkező szőke bombázót (Anouska Hempel), nyomban jobb belátására tér és készségesen követi a lányt be a gyárba.

## Szereposztás
| Szerep                        | Színész             | Magyar hangja (1. szinkron) | Magyar hangja (2. szinkron) | Magyar hangja (3. szinkron) |
| ----------------------------- | ------------------- | --------------------------- | --------------------------- | --------------------------- |
| Sid Plummer üzemvezető        | Sidney James        | Szatmári István             | Gruber Hugó                 | Beregi Péter                |
| W. C. Boggs gyárigazgató      | Kenneth Williams    | Tahi Tóth László            | Perlaki István              | Harsányi Gábor              |
| Lewis Boggs, W.C. Boggs fia   | Richard O’Callaghan | N/A                         | Schnell Ádám                | Hevér Gábor                 |
| Beattie Plummer, Sid felesége | Hattie Jacques      | Győri Ilona                 | Pásztor Erzsi               | Molnár Piroska              |
| Myrtle Plummer, Sid leánya    | Jacki Piper         | Rátonyi Hajni               | Dudás Eszter                | Urbán Andrea                |
| Charles Coote főkonstruktőr   | Charles Hawtrey     | Gera Zoltán                 | Lippai László               | Maros Gábor                 |
| Vic Spanner, szakszervezetis  | Kenneth Cope        | Balázs Péter                | Bor Zoltán                  | Háda János                  |
| Bernie Hulke, szakszervezetis | Bernard Bresslaw    | Koroknay Géza               | Papp János                  | Vass Gábor                  |
| Agatha Spanner, Vic anyja     | Renee Houston       | N/A                         | Czigány Judit               | N/A                         |
| Hortence Withering, titkárnő  | Patsy Rowlands      | Tóth Judit                  | Csere Ágnes                 | Orosz Anna                  |
| Chloë Moore, dolgozó          | Joan Sims           | Hacser Józsa                | Kocsis Mariann              | N/A                         |
| Fred Moore, Chloë férje       | Bill Maynard        | N/A                         | Szabó Ottó                  | N/A                         |
| Benny                         | Davy Kaye           | N/A                         | N/A                         | N/A                         |
| Maud                          | Marianne Stone      | N/A                         | N/A                         | N/A                         |
| Popsy                         | Margaret Nolan      | N/A                         | N/A                         | N/A                         |
| Willie                        | Geoffrey Hughes     | N/A                         | N/A                         | N/A                         |
| Mrs Spragg, Agatha szomszédja | Amelia Bayntun      | N/A                         | N/A                         | N/A                         |
| Roger                         | Julian Holloway     | N/A                         | N/A                         | N/A                         |
| Sztrájkoló konyhafőnök        | Leon Greene         | N/A                         | N/A                         | N/A                         |
| Mr Bulstrode                  | Philip Stone        | N/A                         | N/A                         | N/A                         |
| Az új büféslány               | Anouska Hempel      | N/A                         | N/A                         | N/A                         |

## Fogadtatása
A kritikusok szinte egységesen úgy látták, a cselekmény, a vígjátéki elemek és a kiváló színész munka a sorozat egyik legjobb filmjét eredményezte. Mégis ez lett a Folytassa-sorozat első veszteséges filmje. A mozik jegybevétele jelentősen elmaradt a gyártó várakozásától. A kudarcot a témaválasztásnak tulajdonították. A rendező szakított a sorozat addigi hagyományos szemléletével, egyoldalúan foglalt állást egy nagyon érzékeny társadalmi környezetben, az ehhez szükséges tudás és szociális érzék nélkül. A munkások érdekvédelmét kabarénak állította be, a szakszervezeti megbízottat tudatlan, rögeszmés akarnokoknak, szőrszálhasogató bohócoknak állította be. Ezzel elidegenítette a filmtől a sorozat hagyományos nézőinek tömegét, a klasszikus brit munkásosztály tagjait. A film, amely Nagy-Britannián kívül, a nemzetközi filmpiacon Carry On Round the Bend cím alatt futott, csak öt év múlva, 1976-ra hozta vissza a forgatás költségeit, és ez is csak a külföldi forgalmazásból és televíziós jogdíjakból jött össze.